# 골든 탬버린
《골든 탬버린》은 대한민국의 예능 프로그램으로, 2016년 12월 15일부터 2017년 2월 23일까지 Mnet에서 방영된 프로그램이다.

## 게스트
| 회차 | 방송일자         | 게스트                                                                        |
| ---- | ---------------- | ----------------------------------------------------------------------------- |
| 1회  | 2016년 12월 15일 | god(박준형 & 데니 안 & 손호영 & 김태우), 잭슨, 안영미, 소미                   |
| 2회  | 2016년 12월 22일 | 권혁수, 수영, 이세영, 강홍석, 정성호                                          |
| 3회  | 2016년 12월 29일 | 홍석천, 천명훈, 이지혜, 선우선, 왁스, 가인                                    |
| 4회  | 2017년 1월 5일   | 소찬휘, 현진영, 리지, 송재희, 하휘동, IZI, 조현                               |
| 5회  | 2017년 1월 12일  | 장도연, 허안나, 강유미, 유아, 허각                                            |
| 6회  | 2017년 1월 19일  | 전소미, 김도연, 한혜리, 김소희, 강시라, 제아, 나다                            |
| 7회  | 2017년 1월 26일  | 김현정, 슬리피, 딘딘, 박슬기, 오민선, 유성은                                  |
| 8회  | 2017년 2월 2일   | 베이식, 산체스, 마이크로닷, 주우재, 지조, 플로우식                            |
| 9회  | 2017년 2월 9일   | 안영미, 홍진영, 니엘, 신동, 장서희, 홍윤화                                    |
| 10회 | 2017년 2월 16일  | 아이비, 서은광, 이창섭, 홍윤화, 김남주, 버스커 버스커(브래드, 김형태), 김영희 |
| 11회 | 2017년 2월 23일  | 이상민, 장도연, 인순이, 유성은, 울랄라세션                                    |

## 시청률
최저 시청률과 최고 시청률은 시청률 조사회사와 지역별로 시청률에 차이가 있을 수 있습니다.
| 회차 | 방송일           | 시청률     | 시청률    |
| 회차 | 방송일           | TNmS(전국) | AGB(전국) |
| ---- | ---------------- | ---------- | --------- |
| 1회  | 2016년 12월 15일 | 0.7%       | 1.0%      |
| 2화  | 2016년 12월 22일 | 0.9%       | 1.2%      |
| 3화  | 2016년 12월 29일 | 0.7%       | 0.7%      |
| 4화  | 2017년 1월 5일   | 0.7%       | 0.9%      |
| 5회  | 2017년 1월 12일  | 1.0%       | 0.9%      |
| 6회  | 2017년 1월 19일  | 0.9%       | 1.1%      |
| 7회  | 2017년 1월 26일  | 1.0%       | 1.0%      |
| 8회  | 2017년 2월 2일   | 0.4%       | 0.4%      |
| 9회  | 2017년 2월 9일   | 0.9%       | 0.9%      |
| 10회 | 2017년 2월 16일  | 0.5%       | 0.5%      |
| 11회 | 2017년 2월 23일  | 0.6%       | 0.6%      |